# Romanus (usurpator)
Romanus, död 470, var en romersk senator som revolterade mot kejsar Anthemius. 
Anthemius blev allvarligt sjuk år 470 och misstänkte att det var orsakat av trolldom. Han lät avrätta en hel rad personer som han ansåg ansvariga, bland andra Romanus. Denne var emellertid vän med den mäktige goten Ricimer, som beordrade att Anthemius skulle avrättas.